# Onze-Lieve-Vrouw-van-Fatimakerk (Wijnhuize)

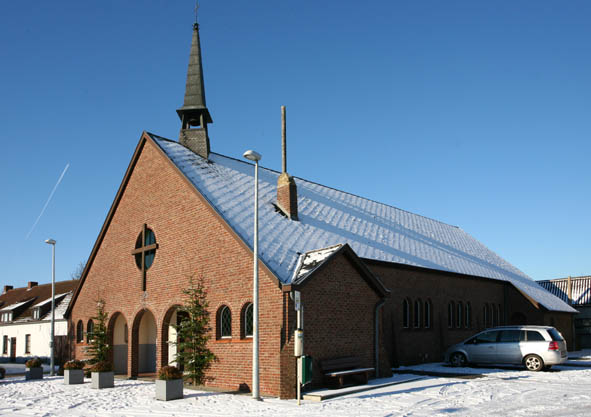
Onze-Lieve-Vrouw van Fatimakerk

De Onze-Lieve-Vrouw-van-Fatimakerk is de parochiekerk van de tot de Oost-Vlaamse gemeente Herzele behorende plaats Wijnhuize, gelegen aan de Erwetegemstraat 18 op het grondgebied van Sint-Lievens-Esse.
Feitelijk betreft het een kapelanij, in 1938 opgericht en afhankelijk van de parochie van Steenhuize. Na de Tweede Wereldoorlog werd een noodkerk ingericht in enkele barakken. In 1953 kwam de definitieve kerk gereed. Op de plaats van de noodkerk verscheen een wijkcentrum.
De kerk werd ontworpen door Frans Van Severen. Het is een sober bakstenen gebouw met een breed zadeldak en rondbogige vensters. De voorgevel wordt gesierd door een dakruiter.